# Martha Nussbaumová

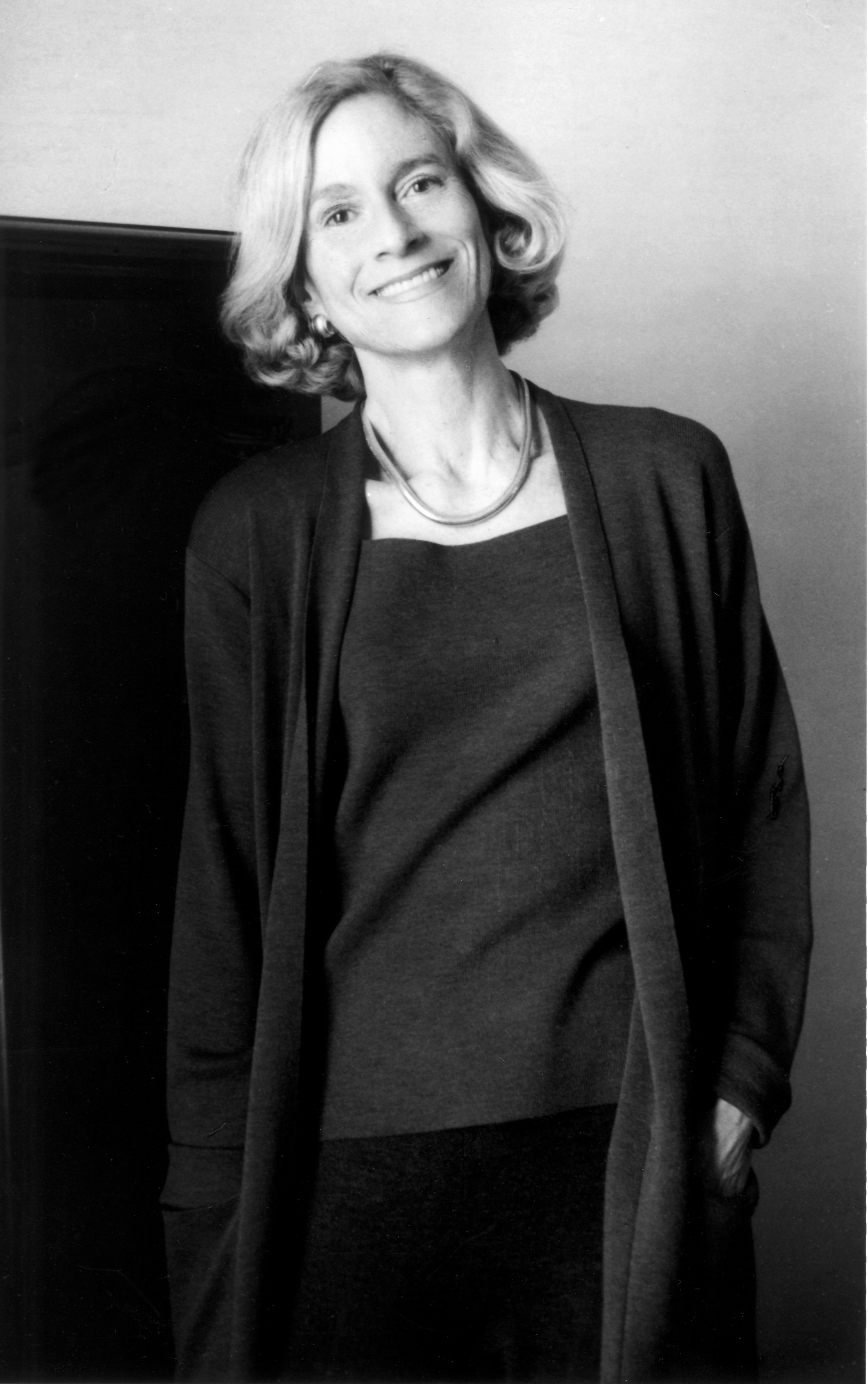

Martha Nussbaumová, rozená Martha Cravenová (* 6. květen 1947) je americká filozofka, která se zabývá především filozofií starého Řecka, etikou, feminismem, etnicitou, politickou filozofií a právy zvířat.

## Život
Vystudovala filozofii na Harvardu, vyučovala na univerzitách v Harvardu, Brownu a Oxfordu, dnes je profesorkou práva a etiky na Univerzitě v Chicagu. Kvůli manželovi konvertovala k judaismu, setrvala u něj i po rozvodu. V letech 1986-1993 byla výzkumnou poradkyní při World Institute for Development Economics Research v Helsinkách. Její filosofické práce i eseje byly dvakrát oceněny (v letech 1990 a 1991). Je držitelkou čtrnácti čestných doktorátů amerických a kanadských universit. Je členkou Finské akademie věd. Je rovněž považována za jednu z klíčových feministických autorek současnosti, především díky angažování se v boji za práva gayů a leseb, a také díky knihám jako Sex & Social Justice - nicméně odmítá genderové koncepce Judith Butlerové. Nussbaumová je velmi veřejně aktivní, nevyhýbá se vystoupením v talk-shows či křídových magazínech pro ženy, a i proto ji časopis Foreign Policy roku 2005 označil za 53. nejvlivnějšího intelektuála světa.

## Dílo
Její v České republice nejznámější prací je zřejmě kniha The Fragility of Goodness (Křehkost dobra) o starořeckých názorech na štěstí v oblasti morálky a vlivech prvků osobní kontroly na štěstí a hodnocení života. Starořecký stoicismus je velkou inspirací i pro její vlastní filozofické dílo, především pro pojetí emocí.
Definici lásky podala v práci Upheaval of Thoughts, dobrá definice podle ní zahrnuje tři významné prvky: soucítění, individualitu a vzájemnost.Bez těchto součástí lásku ohrožují potřeby, vtzek a dokonce i nenávist a má tudíž negativní dopad nejen na jednotlivce, ale na celou společnost. Platonovu definici lásky Nussbaumová v této práci kritizuje pro její důraz na dokonalost, zatímco reálná láska ve skutečném životě zahrnuje nutně nedokonalost.
V oblasti politické filozofie se vyhranila vůči vlivným konceptům Johna Rawlse, především v knize Frontiers of Justice.
Vztahu lidství a znechucení či hanby, které často hrají prominentní roli v individuálním i společenském životě, se z pohledu etiky i práva zabývala v knize Hiding from Humanity.
Soubor recenzí filosofických prací svých kolegů vydala pod názvem Philosophical Interventions, zabývá se v nich například poměrně vlivnou etikou sexuality Rogera Scrutona, protestuje proti zjednodušujícímu pohledu na homosexualitu, feminismus a analýzu lidství a s ním se pojících pocitů hanby.

### České překlady
- Křehkost dobra: náhoda a etika v řecké tragédii a filosofii, Praha OIKOYMENH 2003.